# Hà Quốc Toản
Hà Quốc Toản (1924-2003), là một sĩ quan cấp cao trong Quân đội Nhân dân Việt Nam, hàm Thiếu tướng, nguyên Phó Tư lệnh về Chính trị kiêm Chủ nhiệm Chính trị Quân đoàn 3, Chủ tịch Hội Cựu Chiến binh tỉnh Thái Bình.

## Thân thế và sự nghiệp
Ông quê tại xã Thái Thọ, huyện Thái Thụy, tỉnh Thái Bình. Là cán bộ tiền Khởi nghĩa
Ông tham gia Cách mạng từ tháng 3 năm 1945, nhập ngũ tháng 3 năm 1946.
Từ tháng 3 năm 1946 đến năm 1950, ông trưởng thành từ chiến sĩ tới trung đội trưởng Bộ đội địa phương trực thuộc Tỉnh đội Thái Bình
Từ 1952 – 1953, chính trị viên Đại đội 53, Tiểu đoàn 439, Trung đoàn 98, Đại đoàn 316
Từ 1953 – 1955, chính trị viên phó Tiểu đoàn 938, Trung đoàn 98, Đại đoàn 316
Từ 1955 – 1959, phó chính ủy rồi chính ủy Trung đoàn 98, Sư đoàn 316.
Từ năm 1959 đến năm 1960, ông được cử đi học tại Trường Chính trị trung cao
Từ 1960 – 1963, phó chủ nhiệm rồi chủ nhiệm chính trị Lữ đoàn 335, Quân khu Tây Bắc
Từ 1963 – 1964, trưởng Phòng Cán bộ, Cục Chính trị, Quân khu Tây Bắc
Từ 1964 – 1969, chủ nhiệm chính trị Sư đoàn 316, Quân khu Tây Bắc
Từ 1969 -  1973, phó chính ủy kiêm chủ nhiệm chính trị Sư đoàn 316
Từ 1973 – 1978, chính ủy Sư đoàn 316, tham gia Chiến dịch Tây Nguyên, Chiến dịch Hồ Chí Minh. 
Năm 1978, ông được bổ nhiệm chức vụ phó chính ủy kiêm chủ nhiệm chính trị Quân đoàn 3
Từ 1980 – 1983, phó tư lệnh về chính trị (tương đương chính ủy) Quân đoàn 3
Từ 1983 – 1985, chủ nhiệm chính trị Quân đoàn 3
Từ 1985 – 1989, phó tư lệnh về chính trị kiêm chủ nhiệm chính trị Quân đoàn 3.
Năm 1989, ông nghỉ hưu
Từ năm 1989 đến 1998, ông là chủ tịch đầu tiên Hội cựu Chiến binh Việt Nam tỉnh Thái Bình.
Thiếu tướng (1989)

## Khen thưởng
- Huân chương Độc lập hạng Ba
- Huân chương Chiến thắng hạng Nhì
- Huân chương Kháng chiến chống Pháp hạng Nhất
- Huân chương Kháng chiến chống Mỹ cứu nước hạng Nhất
- Huân chương Chiến sĩ vẻ vang hạng Nhất, Nhì, Ba
- Huy chương Quân kỳ quyết thắng
- Huy hiệu 40 năm tuổi Đảng